# Colúmbia (supercontinente)
Columbia (também conhecido como Nuna e, mais recentemente, Hudsonland ou Hudsonia) é um dos supercontinentes que existiram na Terra há, aproximadamente, 1800 a 1500 milhões de anos, na Era do Paleoproterozoico. Consistiu os continentes anteriores da Laurentia, Báltico, Ucrânia, Amazônia, Austrália, e possivelmente a Sibéria, norte da China e Kalahari. A existência de Colúmbia é baseada em dados de paleomagnética.